# Psoa viennensis
Psoa viennensis är en skalbaggsart som beskrevs av Herbst 1797. Psoa viennensis ingår i släktet Psoa och familjen kapuschongbaggar. Inga underarter finns listade i Catalogue of Life.

## Bildgalleri

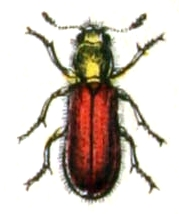